# Dag van de overwinning in de Grote Vaderlandbevrijdingsoorlog
Dag van de overwinning in de Grote Vaderlandbevrijdingsoorlog (Koreaans: 조국해방전쟁 승리 기념일; HR: Joguk haebang jeonjaeng seungri gineomil) ook bekend als: Overwinningsdag, is een nationale feestdag in Noord-Korea die elk jaar wordt gevierd op 27 juli vanwege de ondertekening van de Koreaanse wapenstilstandsovereenkomst op 27 juli 1953, dat resulteerde in een staakt-het-vuren in de Koreaanse Oorlog. Op deze dag worden er ceremonies gehouden bij het Overwinningsoorlogsmuseum in Pyongyang.

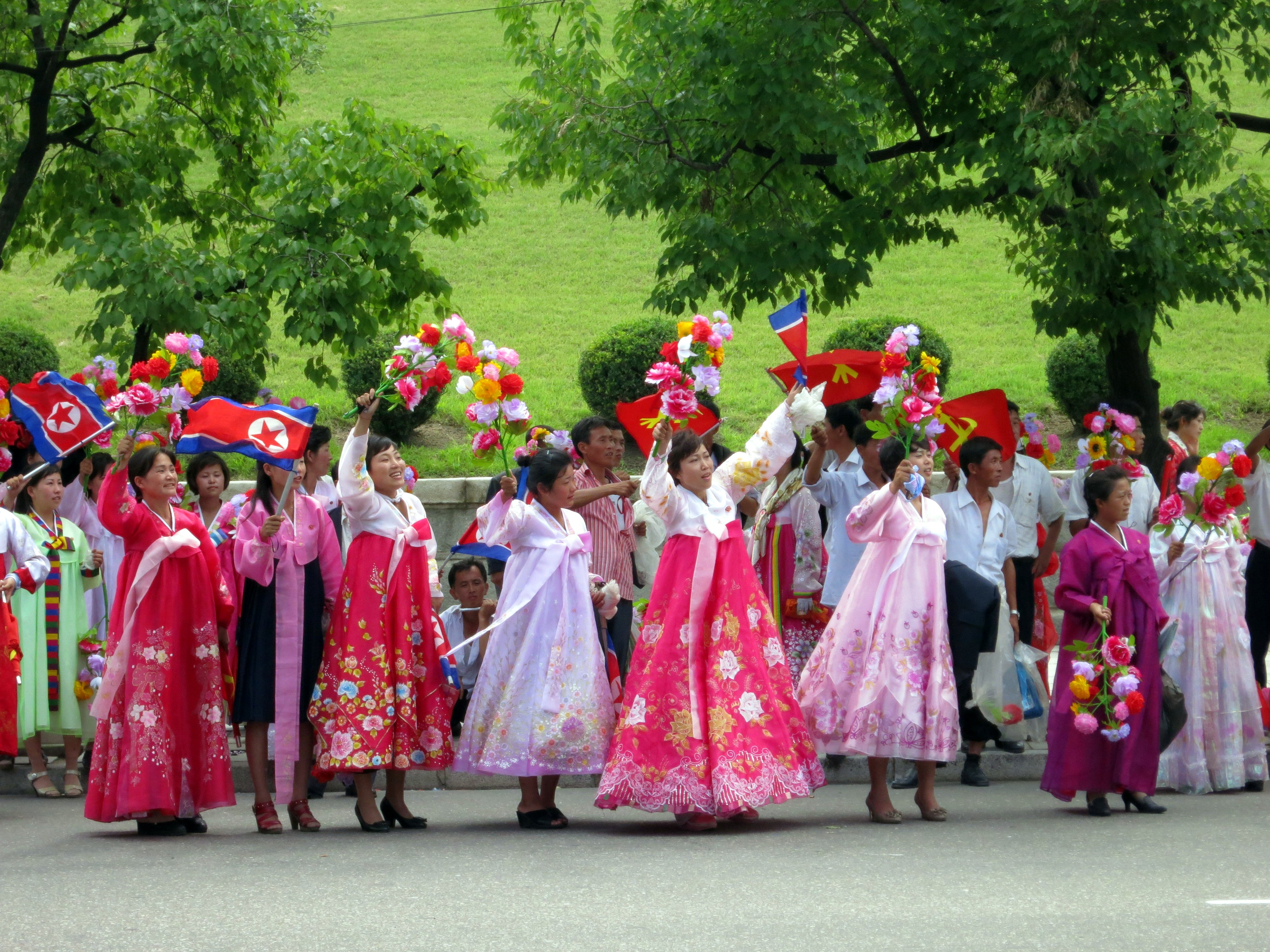
Overwinningsdagviering, 27 juli 2013.